# Paweł Janas
Paweł Janas (ur. 4 marca 1953 w Pabianicach) – polski trener piłkarski i piłkarz, w latach 2002–2006 selekcjoner reprezentacji Polski.

## Piłkarz
Jako piłkarz najczęściej grał na obronie, na pozycji stopera. Karierę piłkarską zaczynał w drużynie Włókniarza Pabianice. W roku 1974 został zawodnikiem Widzewa Łódź, występującego wówczas w II lidze. Rok później awansował z drużyną z Łodzi do ekstraklasy. Jako zawodnik pierwszej jedenastki Widzewa szybko zwrócił uwagę selekcjonera reprezentacji narodowej Kazimierza Górskiego. 24 marca 1976 zadebiutował w reprezentacji Polski w meczu z reprezentacją Argentyny (w tym samym meczu debiutował jego klubowy kolega Zbigniew Boniek). W przerwie zimowej sezonu 1977/78 przeszedł do zespołu Legii Warszawa. Dzięki występom w drużynie z Warszawy zdobył opinię jednego z najlepszych polskich obrońców. Regularnie występował w drużynie narodowej prowadzonej przez Ryszarda Kuleszę a później Antoniego Piechniczka. Brał udział w mistrzostwach świata w Hiszpanii w roku 1982, gdzie prowadzona przez Antoniego Piechniczka polska drużyna narodowa zajęła trzecie miejsce zdobywając srebrne medale. Po tym sukcesie Paweł Janas przeniósł się do francuskiego AJ Auxerre (w którym występował m.in. Andrzej Szarmach) i był znaczącym zawodnikiem tej drużyny, m.in. w sezonie 1985/86 został uznany najlepszym piłkarzem zagranicznym francuskiej ekstraklasy. Jego występy w reprezentacji narodowej po mundialu w Hiszpanii nie były jednak równie udane, m.in. w meczu kwalifikacji do mistrzostw Europy 1984 z reprezentacją Finlandii rozegranym 17 kwietnia 1983 strzelił gola samobójczego. 27 marca 1984 meczem z reprezentacją Szwajcarii pożegnał się z reprezentacją Polski. Znalazł się jeszcze w szerokiej kadrze reprezentacji na mistrzostwa świata w Meksyku w roku 1986, ale do finalnej 22-osobowej ekipy nie został wytypowany. Po czterech latach spędzonych we Francji powrócił do Legii. Jako zawodnik Wojskowych zakończył karierę piłkarską w roku 1988.
W reprezentacji Polski od 1976 do 1984 rozegrał 53 mecze, strzelił 1 gola oraz 1 gola samobójczego.
Od 2014 jest członkiem Klubu Wybitnego Reprezentanta.

### Sukcesy piłkarskie
- 1975 – awans do I ligi z Widzewem Łódź
- 1976 – 5. miejsce w I lidze z Widzewem Łódź
- 1977 – wicemistrzostwo Polski z Widzewem Łódź
- 1980 – Puchar Polski z Legią Warszawa
- 1981 – Puchar Polski z Legią Warszawa
- 1982 – 3. miejsce na mistrzostwach świata z reprezentacją Polski
- 1986 – tytuł najlepszego piłkarza zagranicznego występującego w lidze francuskiej

## Trener
Absolwent Akademii Wychowania Fizycznego w Warszawie. Karierę trenerską rozpoczął jako asystent Rudolfa Kapery, a następnie Lucjana Brychczego w Legii Warszawa. Później pomagał Władysławowi Stachurskiemu w prowadzeniu kadry narodowej juniorów. Był asystentem selekcjonera olimpijskiej reprezentacji Polski Janusza Wójcika podczas Igrzysk Olimpijskich w Barcelonie w 1992, gdzie drużyna narodowa zdobyła srebrny medal. Po tym sukcesie razem z Wójcikiem przeniósł się do warszawskiej Legii. Jako asystent Wójcika pracował do końca 1993, a po jego rezygnacji samodzielnie prowadził drużynę Legii. Wywalczył dwukrotnie mistrzostwo Polski, dwukrotnie Puchar Polski oraz Superpuchar Polski i wicemistrzostwo Polski. W sezonie 1995/1996 doprowadził Legię do 1/4 finału Ligi Mistrzów. W 2001 prowadził jako trener drużynę Amiki Wronki.
21 maja 2008 powrócił do pracy szkoleniowej, obejmując funkcję trenera GKS Bełchatów. 5 stycznia 2009 rozwiązał za porozumieniem stron umowę z GKS Bełchatów, jako główny powód podając złą politykę transferową klubu. Zaraz po odejściu z GKS Bełchatów został trenerem Widzewa Łódź, z którym awansował do Ekstraklasy. 21 czerwca 2010 Widzew rozwiązał z nim umowę za porozumieniem stron. Następnie, kilka dni później, został wiceprezesem Polonii Warszawa, a od 13 września, po zwolnieniu José Mari Bakero, został trenerem. 28 grudnia ogłoszono jego dymisję. Powrócił na stanowisko dyrektora sportowego. 17 czerwca 2011 powrócił na stanowisko trenera do Bełchatowa, podpisując roczny kontrakt z drużyną GKS-u, który został zakończony 31 sierpnia 2011 roku. Od 17 grudnia 2011 do 30 czerwca 2012 roku trener zespołu Lechia Gdańsk.
1 sierpnia 2013 został trenerem II-ligowej Drutex-Bytovii Bytów. Awansował do I ligi. 30 marca 2015 został zwolniony z funkcji trenera Drutex-Bytovii Bytów.

### Selekcjoner

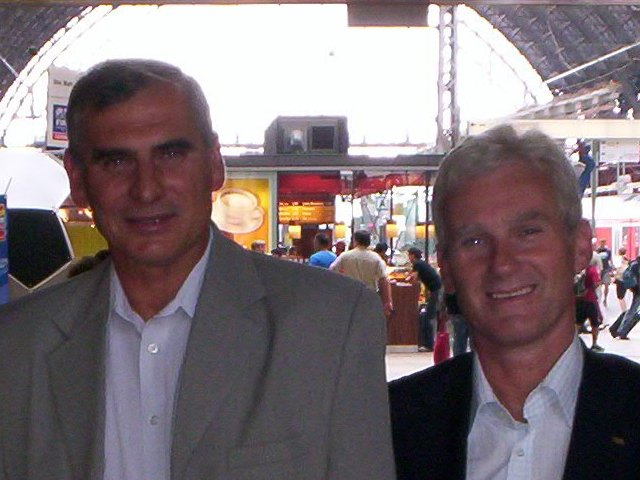
Paweł Janas wraz z Michałem Listkiewiczem na dworcu kolejowym we Frankfurcie w 2005.

Po odejściu z Legii w 1996 objął obowiązki selekcjonera reprezentacji młodzieżowo-olimpijskiej. Odszedł w 1999 po odpadnięciu w drugiej rundzie eliminacji do Igrzysk Olimpijskich w Sydney w 2000. 20 grudnia 2002 został nominowany na stanowisko selekcjonera reprezentacji Polski seniorów, po rezygnacji Zbigniewa Bońka. Choć nie udało mu się wywalczyć awansu do Mistrzostw Europy w Portugalii w 2004, pozostał na stanowisku i awansował z drużyną narodową do Mistrzostw Świata w Niemczech. Podczas samego turnieju w Niemczech Reprezentacja Polski przegrała dwa pierwsze mecze (z Ekwadorem 0:2 i Niemcami 0:1) i tym samym straciła szansę na awans do 1/8 finału turnieju, a krytyka Janasa przez kibiców i media uległa nasileniu. W ostatnim meczu Reprezentacja Polski pokonała Kostarykę 2:1. Jednak to zwycięstwo nie uchroniło Janasa przed krytyką. Mimo to Janas odmówił podania się do dymisji, a 11 lipca 2006 jego stanowisko przejął Leo Beenhakker. Na zakończenie kadencji stał się inspiracją do piosenki „Co zrobił Janas?”, którą skomponował i nagrał zespół Superpuder.

### Sukcesy trenerskie
- 1994 – mistrzostwo Polski, Puchar Polski i Superpuchar Polski z Legią Warszawa
- 1995 – mistrzostwo Polski, Puchar Polski oraz awans do 1/4 finału Ligi Mistrzów z Legią Warszawa
- 1999 – awans do II rundy eliminacji młodzieżowych mistrzostw Europy z reprezentacją Polski U-21
- 2005 – awans do mistrzostw świata 2006 z reprezentacją Polski
- 2009 – awans z Widzew Łódź z I ligi do Ekstraklasy
- 2010 – ponowny awans z Widzew Łódź z I ligi do Ekstraklasy
- 2014 – awans z Bytovią Bytów do I ligi

### Nagrody i wyróżnienia
- 1994 – trener roku (wspólnie z Piotrem Piekarczykiem) w plebiscycie Piłki Nożnej
- 1995 – nagroda autorów Encyklopedii Piłkarskiej Fuji
- 1995 – trener roku w plebiscycie Piłki Nożnej
- 2004 – trener roku w plebiscycie Piłki Nożnej
- 2005 – trener roku w plebiscycie Piłki Nożnej

## Działacz
Od 1999 do chwili powołania na stanowisko selekcjonera pracował w Amice Wronki jako menedżer i wiceprezes ds. sportowych, przez pewien czas łącząc tę funkcję z prowadzeniem drużyny Amiki. Po zakończeniu pracy z kadrą narodową w 2006 przez prawie rok pozostawał bez pracy. W czerwcu 2007 porozumiał się z władzami Korony Kielce w sprawie objęcia stanowiska dyrektora sportowego i wiceprezesa zarządu klubu. Funkcję sprawował do maja 2008. 24 czerwca 2010 objął funkcję wiceprezesa pionu sportowego w Polonii Warszawa.
| Lata    | Kraj   | Klub             | Funkcja                                       |
| ------- | ------ | ---------------- | --------------------------------------------- |
| 1999-02 | Polska | Amica Wronki     | Menedżer i wiceprezes ds. sportowych          |
| 2007-08 | Polska | Korona Kielce    | Dyrektor sportowy i wiceprezes ds. sportowych |
| 2010    | Polska | Polonia Warszawa | Wiceprezes ds. sportowych                     |